# 51 Andromedae
51 Andromedae (51 And / HD 9927 / HR 464) es una estrella situada en la constelación de Andrómeda.
Sin denominación de Bayer, ocasionalmente ha sido denominada Nembus, como en la Uranometria de Johann Bayer (1603) o en la Uranographia de Johann Elert Bode (1801).
Originalmente fue incluida por Claudio Ptolomeo en su Almagesto dentro de Andrómeda, pero posteriormente fue trasladada a Perseo por Johann Bayer, quien la designó Ípsilon Persei (υ Per). John Flamsteed la dispuso de nuevo en Andrómeda, en donde es conocida actualmente por su denominación de Flamsteed 51 Andromedae.
De magnitud aparente +3,57, es la quinta estrella más brillante de Andrómeda después de Alpheratz (α Andromedae), Mirach (β Andromedae), Alamak (γ Andromedae) y δ Andromedae.
Situada a 174 años luz del sistema solar, 51 Andromedae es una gigante naranja de tipo espectral K3 III con una temperatura efectiva de 4375 K.
Tiene un radio 28 veces más grande que el radio solar —valor obtenido a partir de la medida su diámetro angular, 3,69 milisegundos de arco— y brilla con una luminosidad 260 veces mayor que la del Sol.
Al igual que otras gigantes, gira sobre sí misma lentamente, con una velocidad de rotación proyectada de 2,78 km/s.
Su metalicidad —abundancia relativa de elementos más pesados que el helio— es comparable a la solar ([Fe/H] = -0,01).